# Fist City
| Recensione | Giudizio |
| ---------- | -------- |
| AllMusic   | [ 1 ]    |

Fist City è un album discografico della cantante country statunitense Loretta Lynn, pubblicato dalla casa discografica Decca Records nel maggio del 1968.

## Tracce

### LP
Lato A
1. Fist City – 2:10 (Loretta Lynn) – Registrato il 9 gennaio 1968 al Bradley's Barn di Mount Juliet, Tennessee
2. Jackson Ain't a Very Big Town – 2:16 (Vic McAlpin) – Registrato il 21 marzo 1968 al Bradley's Barn di Mount Juliet, Tennessee
3. You Didn't Like My Lovin' – 1:52 (Loretta Lynn, Red Hayes, Doyle Wilburn) – Registrato il 22 marzo 1968 al Bradley's Barn di Mount Juliet, Tennessee
4. I've Got Texas in My Heart – 2:14 (Mildred Burk, Ross Burk) – Registrato il 9 gennaio 1968 al Bradley's Barn di Mount Juliet, Tennessee
5. You Never Were Mine – 2:09 (Jay Lee Webb) – Registrato il 22 marzo 1968 al Bradley's Barn di Mount Juliet, Tennessee
6. Somebody's Back in Town – 2:34 (Loretta Lynn, Doyle Wilburn, Teddy Wilburn) – Registrato il 21 marzo 1968 al Bradley's Barn di Mount Juliet, Tennessee

Lato B
1. A Satisfied Mind – 2:42 (Red Hayes, Jack R. Rhodes) – Registrato il 21 marzo 1968 al Bradley's Barn di Mount Juliet, Tennessee
2. How Long Will It Take – 2:23 (Warner McPherson) – Registrato il 22 marzo 1968 al Bradley's Barn di Mount Juliet, Tennessee
3. I Don't Wanna Play House – 2:32 (Billy Sherrill, Glenn Sutton) – Registrato il 21 marzo 1968 al Bradley's Barn di Mount Juliet, Tennessee
4. I'm Shootin' for Tomorrow – 1:55 (Loretta Lynn) – Registrato il 22 marzo 1968 al Bradley's Barn di Mount Juliet, Tennessee
5. What Kind of a Girl (Do You Think I Am?) – 2:49 (Loretta Lynn, Teddy Wilburn) – Registrato il 20 aprile 1967 al Bradley's Barn di Mount Juliet, Tennessee

## Musicisti
Fist City / I've Got Texas in My Heart
- Loretta Lynn - voce
- Grady Martin - chitarra elettrica solista
- Ray Edenton - chitarra acustica
- Pete Wade - chitarra
- Harold Morrison - banjo
- Hal Rugg - chitarra steel
- Floyd Cramer - pianoforte
- Joe Zinkan - contrabbasso
- Larry Estes - batteria
- The Jordanaires (gruppo vocale) - accompagnamento vocale, cori
- Owen Bradley - produttore

Jackson Ain't a Very Big Town / Somebody's Back in Town / A Satisfied Mind / I Don't Wanna Play House
- Loretta Lynn - voce
- Grady Martin - chitarra elettrica solista
- Ray Edenton - chitarra
- Hal Rugg - chitarra steel
- Floyd Cramer - pianoforte
- Harold Bradley - basso elettrico
- Junior Huskey - contrabbasso
- Buddy Harman - batteria
- Owen Bradley - produttore

You Didn't Like My Lovin' / You Never Were Mine / How Long Will It Take / I'm Shootin' for Tomorrow
- Loretta Lynn - voce
- Grady Martin - chitarra
- Ray Edenton - chitarra
- Hal Rugg - chitarra steel
- Floyd Cramer - pianoforte
- Harold Bradley - basso elettrico
- Junior Huskey - contrabbasso
- Buddy Harman - batteria
- Owen Bradley - produttore

What Kind of a Girl (Do You Think I Am?)
- Loretta Lynn - voce
- Grady Martin - chitarra elettrica solista
- Ray Edenton - chitarra acustica
- Hal Rugg - chitarra steel
- Floyd Cramer - pianoforte
- Harold Bradley - basso elettrico
- Junior Huskey - contrabbasso
- Buddy Harman - batteria
- The Jordanaires (gruppo vocale) - accompagnamento vocale, cori
- Owen Bradley - produttore[4]

Note aggiuntive
- Hal Buksbaum - fotografia copertina album originale

## Classifica
Album
| Anno | Classifica         | Posizione raggiunta |
| ---- | ------------------ | ------------------- |
| 1968 | Top Country Albums | 1                   |